# Ainsley Harriott
Ainsley Denzil Dubriel Harriott (ur. 28 lutego 1957 w Londynie) – brytyjski kucharz, prezenter telewizyjny, autor książek kucharskich. Znany ze swoich programów kulinarnych Can’t Cook, Won’t Cook oraz Ready Steady Cook.

## Życiorys

### Początki
Ainsley Harriott urodził się w Paddington, dzielnicy w środkowym Londynie. Jego ojcem był Chester Leroy Harriot (zm. 2013), a matką jest Peppy Harriott. Ma pochodzenie jamajskie. Uczył się gotowania w Westminster Kingsway College (dawniej Westminster Technical College), a staż odbył w restauracji Verry’s na West End, gdzie później pracował jako szef kuchni.

### Kariera
We wczesnych latach dziewięćdziesiątych Ainsley Harriott założył z Paulem Borossem (jego szkolnym znajomym) zespół muzyczny The Calypso Twins; wydali wtedy singiel „World Party”. Zespół zaczął regularnie występować w Londynie w klubach komediowych takich jak Comedy Store czy Jongleurs.
Poza zespołem Ainsley Harriott wystąpił w 1988 jako gwiazda programu Hale and Pace, był prezenterem radiowym programu More Nosh, Less Dosh w BBC Radio 5 Live oraz pracował jako szef kuchni w The Long Room, restauracji znajdującej się w Lord’s Cricket Ground.

#### Praca w telewizji

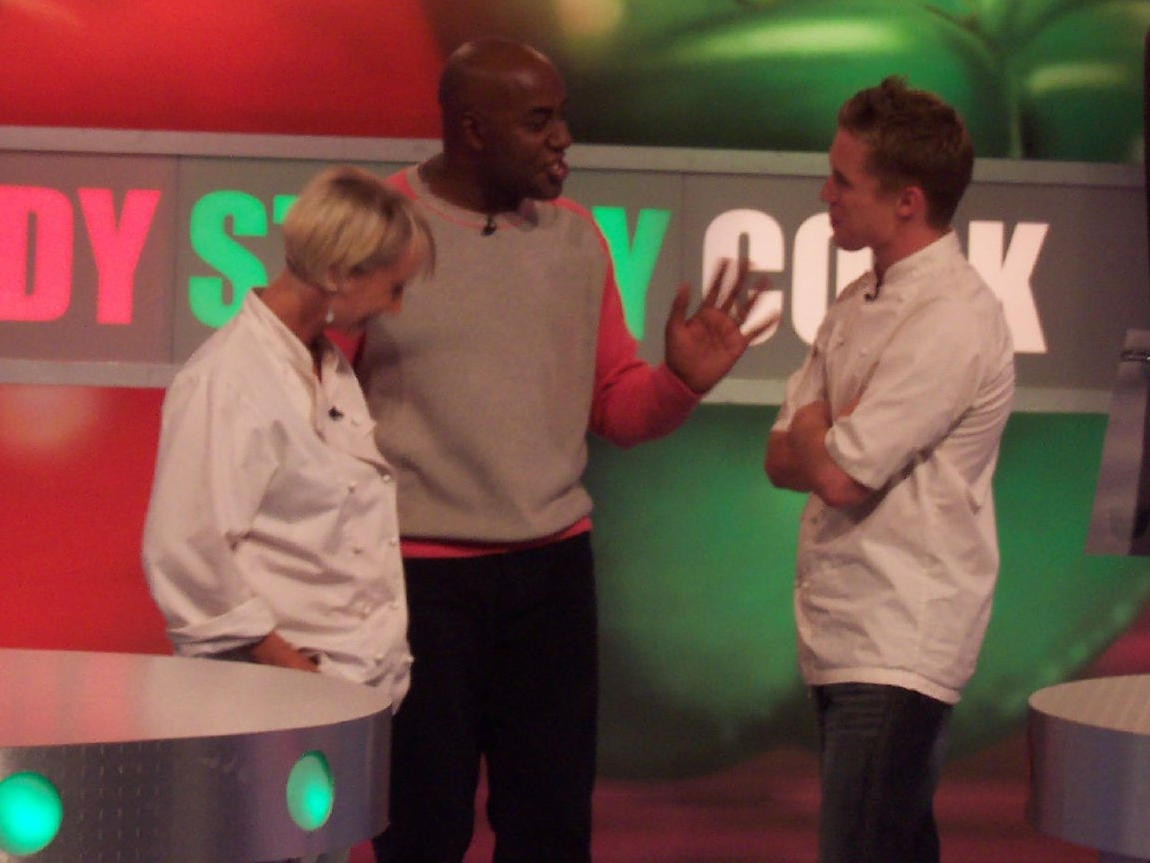
Ainsley Harriott w jednym z odcinków Ready Steady Cook, sierpień 2004

W 1992 roku Ainsley Harriott został szefem kuchni w telewizyjnym show Good Morning with Anne and Nick transmitowanym w BBC1; następnie został głównym prowadzącym Can’t Cook, Won’t Cook oraz Ready Steady Cook – w obu programach aktywny udział brała widownia. Ainsley Harriott prowadził też serie poradników kulinarnych takich jak Ainsley’s Barbecue Bible, Ainsley’s Meals in Minutes, Ainsley’s Big Cook Out i Ainsley’s Gourmet Express. Dwukrotnie (w latach 1997 i 1998) został uznany za ulubioną osobowość telewizyjną przez magazyn BBC Good Food.
Ainsley Harriott pracował również jako aktor – wystąpił w serialu science fiction Czerwony karzeł w 1993 roku. W 1998 (z okazji dziesięciu lat od emisji pierwszego odcinka tego serialu) poprowadził odcinek specjalny swojego programu Can’t Cook, Won’t Cook nazwany Can’t Smeg, Won’t Smeg. W trakcie edycji specjalnej był przebrany za granego przez siebie w serialu bohatera – szefa GELF (ang. Genetically Engineered Lifeform; Genetycznie Zaprojektowana Forma Życia).
W 2000 zadebiutował w amerykańskiej telewizji, prowadząc The Ainsley Harriott Show dla koncernu Buena Vista Television; program miał ponad 100 odcinków. Następnie został gospodarzem show Ready... Set.. Cook!, amerykańskiej wersji brytyjskiego Ready Steady Cook.
Ainsley Harriott gościnnie był szefem kuchni w Something for the Weekend 10 maja 2009 i 21 lutego 2010. W lutym 2010 występował w telewizji śniadaniowej GMTV with Lorraine, gdzie prezentował przepisy kulinarne. Ponadto od 2002 do 2007 grał w reklamach płynu do mycia naczyń Fairy.
W 2010 wystąpił w świątecznym odcinku specjalnym brytyjskiego serialu komediowego Moja rodzinka. Pięć lat później wystąpił w trzynastej serii programu Strictly Come Dancing (protoplasty formatu Taniec z Gwiazdami). Tańczył w parze z tancerką Natalie Lowe i zakończył występ na dwunastym miejscu.

#### Książki

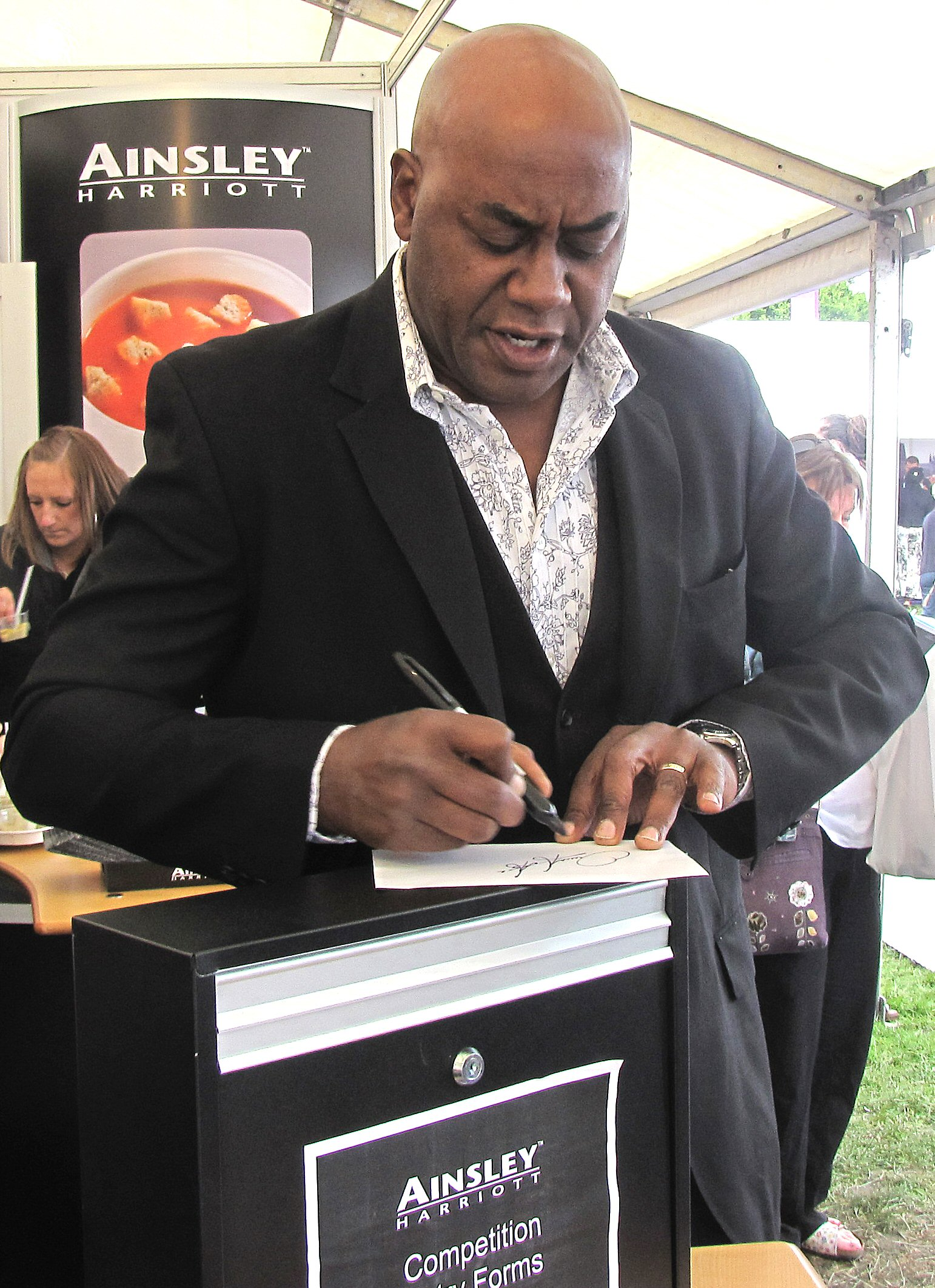
Ainsley Harriott na festiwalu Taste of London, czerwiec 2010

Ainsley Harriott jest autorem kilkunastu książek, zarówno powiązanych z jego programami, jak i oddzielnych. Na świecie sprzedał ponad 2 miliony egzemplarzy, wliczając przekłady.

#### Inne
W latach 2004–2005 był prezesem brytyjskiej instytucji Television and Radio Industries Club.
Ainsley Harriott posiada własną markę produktów, w której ofercie znajdują się m.in. różne gatunki ryżu i kaszy oraz zupy.
W 2010 był narratorem w musicalu The Rocky Horror Show w trzech teatrach: New Theatre w Cardiff, Churchill Teathre w Bromley i Richmond Theatre w Richmond.
Ainsley Harriott stał się rozpoznawalny w internecie dzięki memom internetowym, które powstają z różnych kadrów jego programów kulinarnych.
W 2019 roku został odznaczony Orderem Imperium Brytyjskiego V klasy (MBE).

### Życie prywatne
Ainsley Harriott ożenił się w 1989 z projektantką strojów Clare Fellows, najmłodszą siostrą aktora komediowego Grahama Fellowsa. Mają dwójkę dzieci: Maddie i Jimmy’ego Harriotta. Od listopada 2012 roku małżeństwo jest w separacji.

## Filmografia
| Lata emisji | Tytuł                                | Jako                                         |
| ----------- | ------------------------------------ | -------------------------------------------- |
| 1988        | Hale & Pace                          | Gość programu                                |
| 1990-1991   | Davro                                | Gwiazda programu                             |
| 1993        | Czerwony karzeł (serial)             | Aktor (Szef GELF)                            |
| 1994-2010   | Ready Steady Cook                    | Szef kuchni / gospodarz programu             |
| 1995-1996   | Good Morning with Anne and Nick      | Szef kuchni                                  |
| 1995-2000   | Can’t Cook, Won’t Cook               | Gospodarz programu                           |
| 1997        | Ainsley’s Barbecue Bible             | Gospodarz programu                           |
| 1998        | Ainsley’s Meals in Minutes           | Gospodarz programu                           |
| 1999        | Ainsley’s Big Cook Out               | Gospodarz programu                           |
| 2000-2001   | Gourmet Express                      | Gospodarz programu                           |
| 2000-2001   | Ready... Set... Cook!                | Gospodarz programu                           |
| 2000        | The Ainsley Harriott Show            | Gospodarz programu                           |
| 2003        | The Mark Steel Lectures              | Aktor (Robert Boyle)                         |
| 2005-2007   | City Hospital                        | Prezenter                                    |
| 2010, 2017  | Lorraine                             | Szef kuchni (gościnnie)                      |
| 2013        | Great British Food Revival           | Prezenter                                    |
| 2015        | Ainsley Harriott’s Street Food       | Gospodarz programu                           |
| 2015        | Strictly Come Dancing                | Uczestnik programu                           |
| 2015        | Len and Ainsley’s Big Food Adventure | Gospodarz programu (razem z Lenem Goodmanem) |
| 2016        | The Best Dishes Ever                 | Narrator                                     |
| 2019        | Ainsley’s Caribbean Kitchen          | Gospodarz programu                           |

## Publikacje
- 1996: In the Kitchen with Ainsley Harriott, ISBN 978-0563387206.
- 1997: Can’t Cook, Won’t Cook, ISBN 978-0563383239.
- 1999: Ainsley Harriott’s Meals In Minutes, ISBN 0-563-55166-6.
- 2000: Ainsley Harriott’s Barbecue Bible, ISBN 0-563-55181-X.
- 2002: Ainsley Harriott’s Low-fat Meals In Minutes, ISBN 0-563-53480-X.
- 2002: Ainsley Harriott’s Gourmet Express, ISBN 0-563-48826-3.
- 2003: Ainsley Harriott’s All New Meals In Minutes, ISBN 0-563-48750-X
- 2003: Ainsley Harriott’s Gourmet Express 2, ISBN 0-563-48860-3
- 2003: The Top 100 Recipes from Ready Steady Cook, ISBN 0-563-48729-1
- 2004: Ainsley Harriott’s Friends and Family Cookbook, ISBN 0-563-48756-9
- 2005: Ainsley’s Ultimate Barbecue Bible, ISBN 0-563-52217-8
- 2006: Ainsley Harriott’s All New Meals In Minutes, ISBN 0-563-49321-6
- 2006: Ainsley Harriott’s Feel Good Cookbook, ISBN 0-563-49352-6
- 2008: Ainsley Harriott’s Fresh and Fabulous Meals in Minutes, ISBN 1-84607-444-4
- 2009: Just Five Ingredients, ISBN 978-0-563-53924-7
- 2011: My Kitchen Table: 100 Meals in Minutes, ISBN 1-84990-150-3
- 2012: My Kitchen Table: 100 Great Chicken Recipes, ISBN 1-84990-397-2
- 2019: Ainsley’s Caribbean Kitchen, ISBN 978-1-5291-0425-7